# Моргандейл (Огайо)
Моргандейл (англ. Morgandale) — переписна місцевість (CDP) в США, в окрузі Трамбалл штату Огайо. Населення — 1139 осіб (2020).

## Географія
Моргандейл розташований за координатами 41°16′1″ пн. ш. 80°47′45″ зх. д. / 41.26694° пн. ш. 80.79583° зх. д. (41.266982, -80.795773).  За даними Бюро перепису населення США в 2010 році переписна місцевість мала площу 6,88 км², уся площа — суходіл.

## Демографія
Згідно з переписом 2010 року, у переписній місцевості мешкали 1224 особи в 547 домогосподарствах у складі 306 родин. Густота населення становила 178 осіб/км².  Було 626 помешкань (91/км²).
Расовий склад населення:
| - 94,1 % — білих - 2,5 % — чорних або афроамериканців - 0,5 % — азіатів - 0,2 % — корінних американців - 1,1 % — осіб інших рас |

До двох чи більше рас належало 1,7 %. Частка іспаномовних становила 1,7 % від усіх жителів.
За віковим діапазоном населення розподілялося таким чином: 20,7 % — особи молодші 18 років, 63,5 % — особи у віці 18—64 років, 15,8 % — особи у віці 65 років та старші. Медіана віку мешканця становила 42,8 року. На 100 осіб жіночої статі у переписній місцевості припадало 102,3 чоловіків;  на 100 жінок у віці від 18 років та старших — 101,5 чоловіків також старших 18 років.
Середній дохід на одне домашнє господарство  становив 34 901 долар США (медіана — 28 582), а середній дохід на одну сім'ю — 47 874 долари (медіана — 40 536). Медіана доходів становила 39 000 доларів для чоловіків та 14 692 долари для жінок. За межею бідності перебувало 13,3 % осіб, у тому числі 28,0 % дітей у віці до 18 років та 5,6 % осіб у віці 65 років та старших.
Цивільне працевлаштоване населення становило 396 осіб. Основні галузі зайнятості: науковці, спеціалісти, менеджери — 31,3 %, виробництво — 28,5 %, освіта, охорона здоров'я та соціальна допомога — 17,2 %, роздрібна торгівля — 11,6 %.